# ファーストザウェーブ
ファーストザウェーブ株式会社は東京都港区南青山に本社を置くブランド古着やブランドバッグなどを中心とした古着屋を展開する事業である。　　　　　　　　　　　　　　　　

## 本社所在地
- 〒108-0022 東京都港区南青山6-11-1 スリーエフ南青山ビル3F

## 沿革
- 1996年 1号店 HARRYSを個人商店として立ち上げる。同年10月に法人化し、有限会社ファーストザウェーブ設立。
- 1999年 HARRYS移転オープン。オンラインショップオープン
- 2000年 HEATWAVE裏原店オープン
- 2001年 HEATWAVE竹下店、HEATWABE MAINSTORE、買取センターオープン
- 2002年 HARRYS PLUS移転オープン。東京本部を神宮前3丁目に開設
- 2003年 SPACE＆Co渋谷、harrysmarket、SPACE＆Coオンラインショップオープン。東京本部を表参道に移転
- 2004年 SPACE＆Co新宿オープン
- 2005年 SPACE＆Co渋谷別館オープン
- 2006年 買取専門サイトオープン。オンラインショップリニューアルオープン
- 2007年 買取センターオープン。オンラインショップリニューアルオープン。株式化し、ファーストザウェーブ株式会社に社名変更。本社登記を群馬から東京に変更
- 2008年 HARRYSリニューアルオープン。harrysmarket閉店。高田馬場支社開設。FC事業部移転
- 2009年 SPACE＆Co原宿、HEATWAVE原宿オープン。HEATWAVEメインストア閉店。
- 2010年 楽天市場にオンラインショッピングサイトオープン。HARRYSを高崎ビブレに移転オープン。芝浦フルフィルメントセンター開設。高田馬場支社クローズ。

※現在は業態を変え、IT業界に鞍替えしたと思われる。

## 店舗展開
- HARRYS
- HEATWAVE
- HARRYS PLUS
- SPACE＆Co.
- ecology＆Apparel